# George Webber (directeur de la photographie)
 (avril 2019).
Si vous disposez d'ouvrages ou d'articles de référence ou si vous connaissez des sites web de qualité traitant du thème abordé ici, merci de compléter l'article en donnant les références utiles à sa vérifiabilité et en les liant à la section « Notes et références ».
Pour les articles homonymes, voir Webber.
Ne pas confondre avec l'athlète britannique George Webber (1895-?).
George Webber est un directeur de la photographie américain d'origine canadienne, né le 10 mai 1876 à Kingston (Ontario), mort le 29 août 1967 à New York (État de New York).

## Biographie
Installé aux États-Unis où il obtient la citoyenneté américaine, George Webber est chef opérateur sur plus de deux-cents films américains entre 1914 et 1949, dont près de cent-cinquante courts métrages (ces derniers principalement durant les années 1930).
Parmi sa cinquantaine de longs métrages (essentiellement pendant la période du muet), mentionnons The Slim Princess de Victor Schertzinger (1920, avec Mabel Normand et Tully Marshall), Larmes de reine d'Allan Dwan (1924, avec Gloria Swanson et Ian Keith), ainsi que Mondaine de Richard Rosson et Lewis Milestone (1926, avec Gloria Swanson et Ivan Lebedeff).
Au nombre de ses courts métrages, citons Dime a Dance d'Al Christie (1937, avec Imogene Coca et Danny Kaye).
Après son retrait du grand écran, il revient brièvement à la télévision, comme directeur de la photographie sur deux séries, de 1952 à 1957.

## Filmographie partielle
- 1917 : The Eternal Mother de Frank Reicher
- 1918 : Go West, Young Man d'Harry Beaumont
- 1919 : Jinx de Victor Schertzinger
- 1919 : Le Joyeux Lord Quex (The Gay Lord Quex) de Harry Beaumont
- 1920 : La princesse est trop maigre (The Slim Princess) de Victor Schertzinger
- 1921 : Le Virtuose (The Concert) de Victor Schertzinger
- 1924 : Larmes de reine (Her Love Story) d'Allan Dwan
- 1924 : Wages of Virtue d'Allan Dwan
- 1925 : Vedette (Stage Struck) d'Allan Dwan
- 1925 : Madame Sans-Gêne (titre original) de Léonce Perret
- 1925 : Le Prix d'une folie (The Coast of Folly) d'Allan Dwan
- 1926 : Le Galant Étalagiste (Love 'Em and Leave 'Em) de Frank Tuttle
- 1926 : Aïe, mes aïeux ! (So's Your Old Man) de Gregory La Cava
- 1926 : Mondaine (Fine Manners) de Richard Rosson et Lewis Milestone
- 1926 : The Untamed Lady de Frank Tuttle
- 1927 : À l'ombre de Brooklyn (East Side, West Side) d'Allan Dwan
- 1927 : The Joy Girl d'Allan Dwan
- 1929 : Syncopation de Bert Glennon
- 1934 : Cuesta abajo de Louis J. Gasnier (film américano-argentin)
- 1934 : Midnight de Chester Erskine
- 1935 : Lucky Beginners de Gordon Douglas (court métrage)
- 1937 : Dime a Dance d'Al Christie (court métrage)
- 1941 : Hands of Destiny d'Al Christie (court métrage)

## Galerie photos

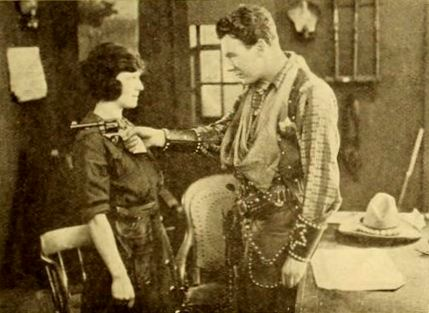
Go West, Young Man (1918), avec Ora Carew (en) et Tom Moore
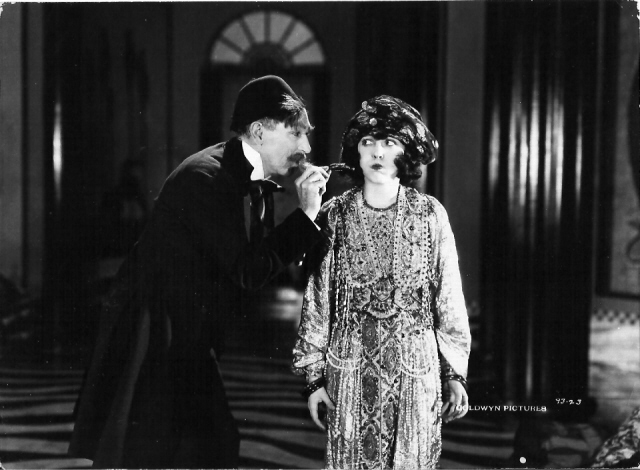
The Slim Princess (1920), avec Tully Marshall et Mabel Normand
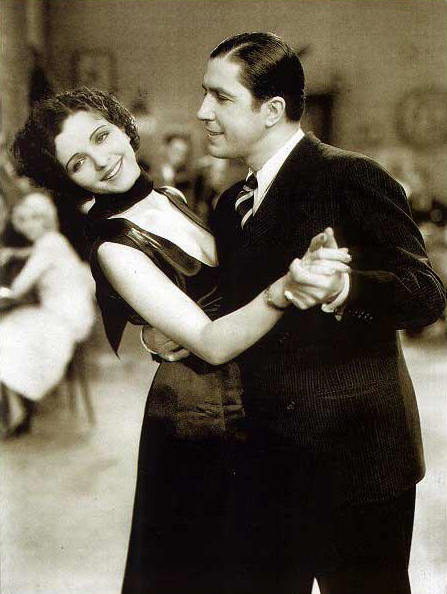
Cuesta abajo (en) (1934), avec Mona Maris et Carlos Gardel